# Gare de Ranchot
Gare de Ranchot – przystanek kolejowy w Ranchot, w departamencie Jura, w regionie Burgundia-Franche-Comté, we Francji.
Jest przystankiem kolejowym Société nationale des chemins de fer français (SNCF), obsługiwanym przez pociągi TER Franche-Comté.